# Augochlora cydippe
Augochlora cydippe är en biart som först beskrevs av Carlos Schrottky 1910.  Augochlora cydippe ingår i släktet Augochlora och familjen vägbin. Inga underarter finns listade.